# Cape Hillsborough National Park
Cape Hillsborough National Park är en park i Australien. Den ligger i delstaten Queensland, omkring 830 kilometer nordväst om delstatshuvudstaden Brisbane.
Trakten är glest befolkad. Närmaste större samhälle är The Leap, omkring 19 kilometer söder om Cape Hillsborough National Park.
Trakten runt Cape Hillsborough National Park består huvudsakligen av våtmarker. Genomsnittlig årsnederbörd är 1 585 millimeter. Den regnigaste månaden är mars, med i genomsnitt 413 mm nederbörd, och den torraste är september, med 12 mm nederbörd.